# Castello del Belvedere

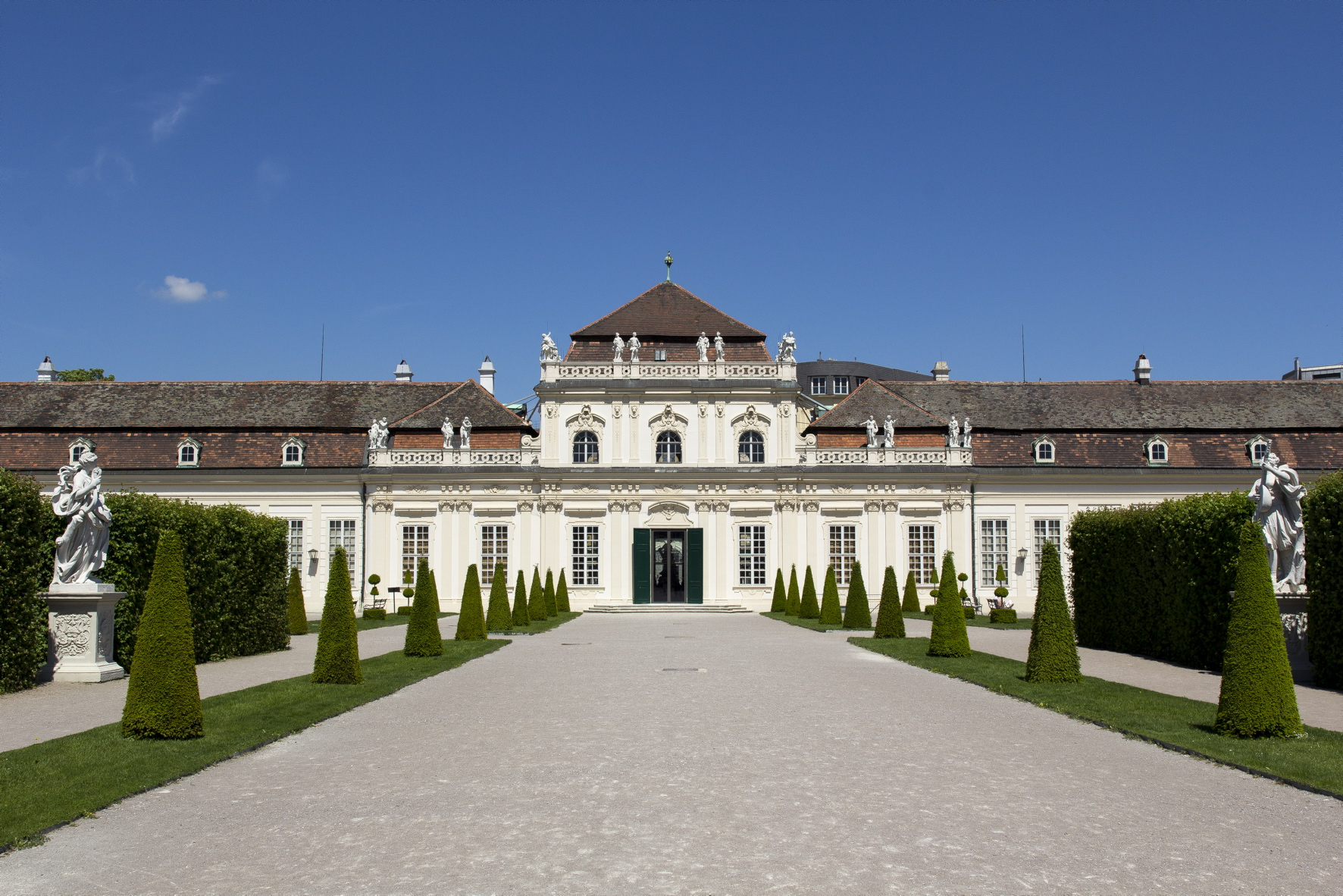
Unteres Belvedere (Belvedere inferiore) visto da sud.

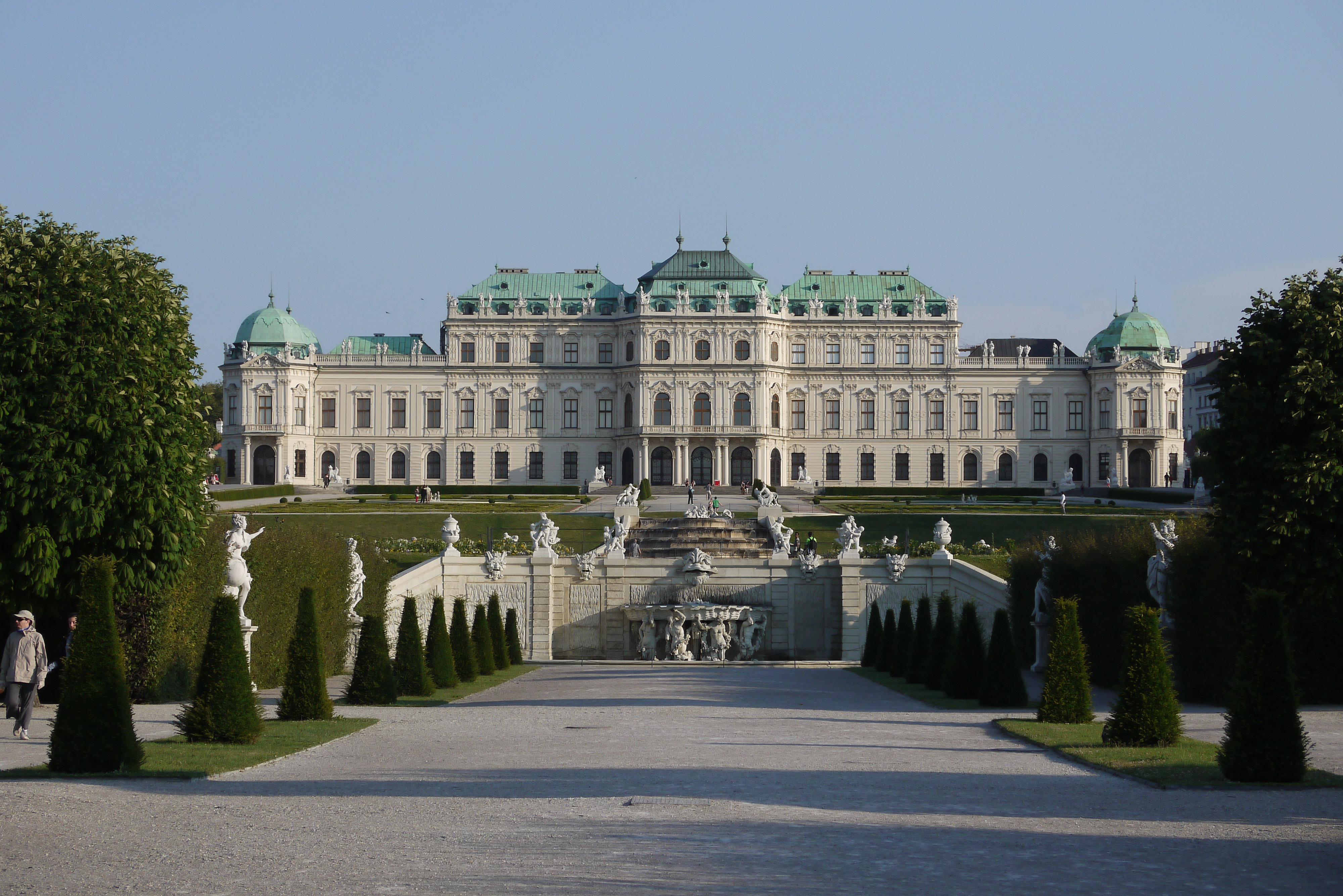
Oberes Belvedere (Belvedere superiore) visto da nord.

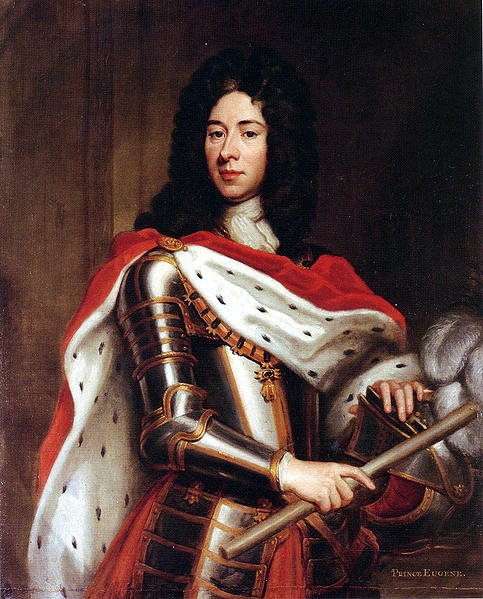
Il principe Eugenio di Savoia, committente del Palazzo del Belvedere

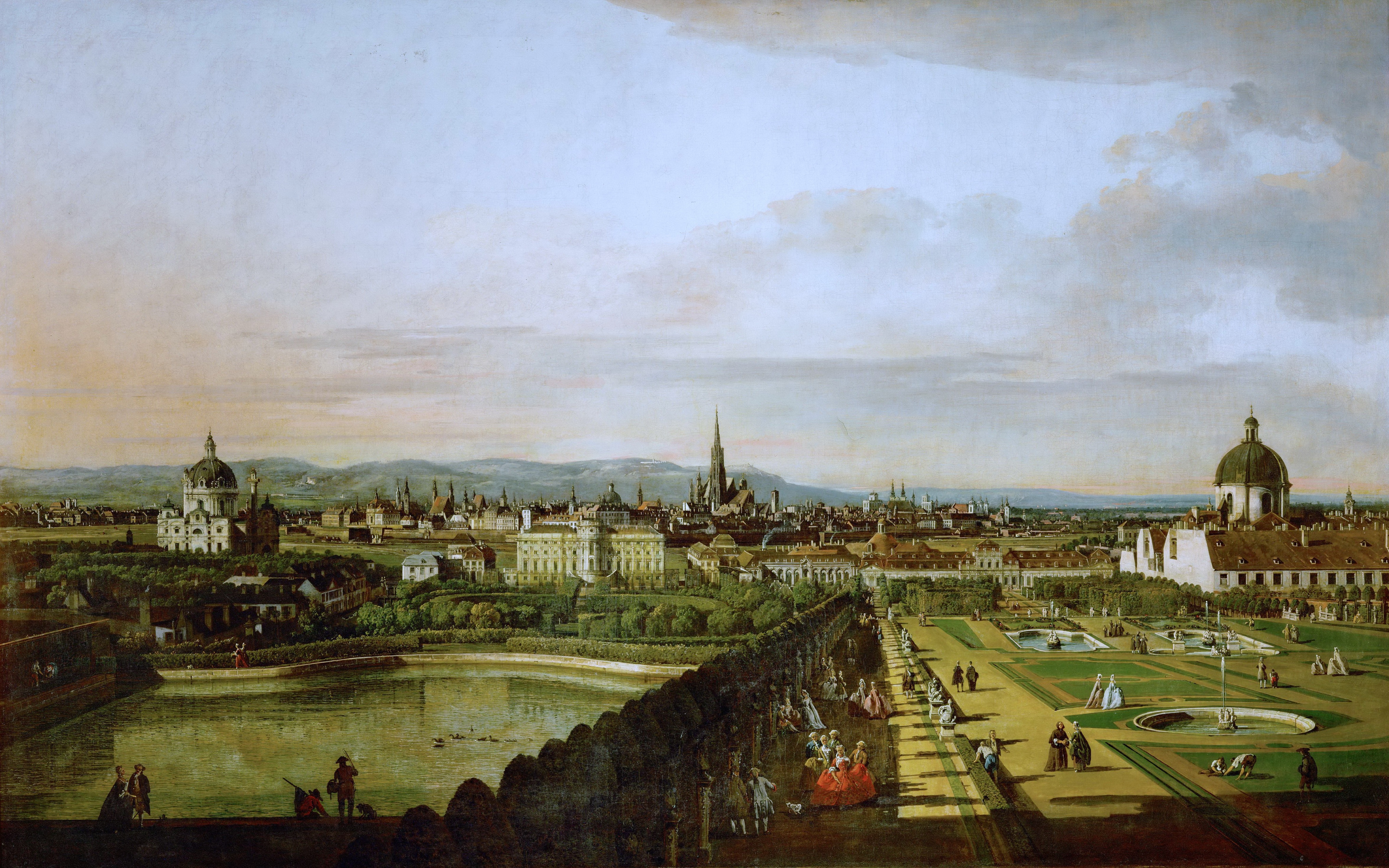
Veduta su Vienna dal Belvedere, Bernardo Bellotto, 1758-61.

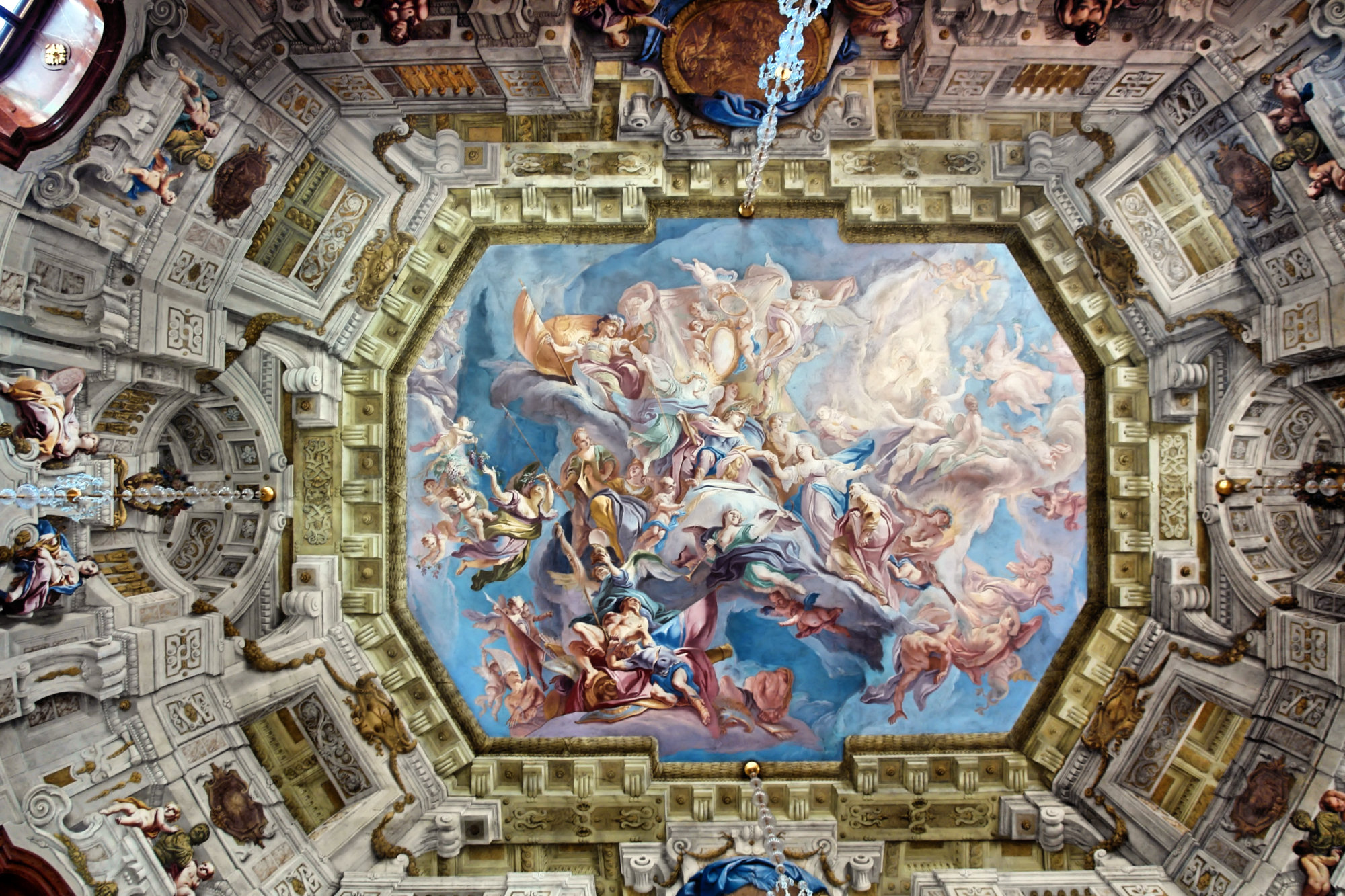
Il soffitto della Marmorsaal (Sala di Marmo) del Belvedere superiore affrescato da Carlo Carloni.

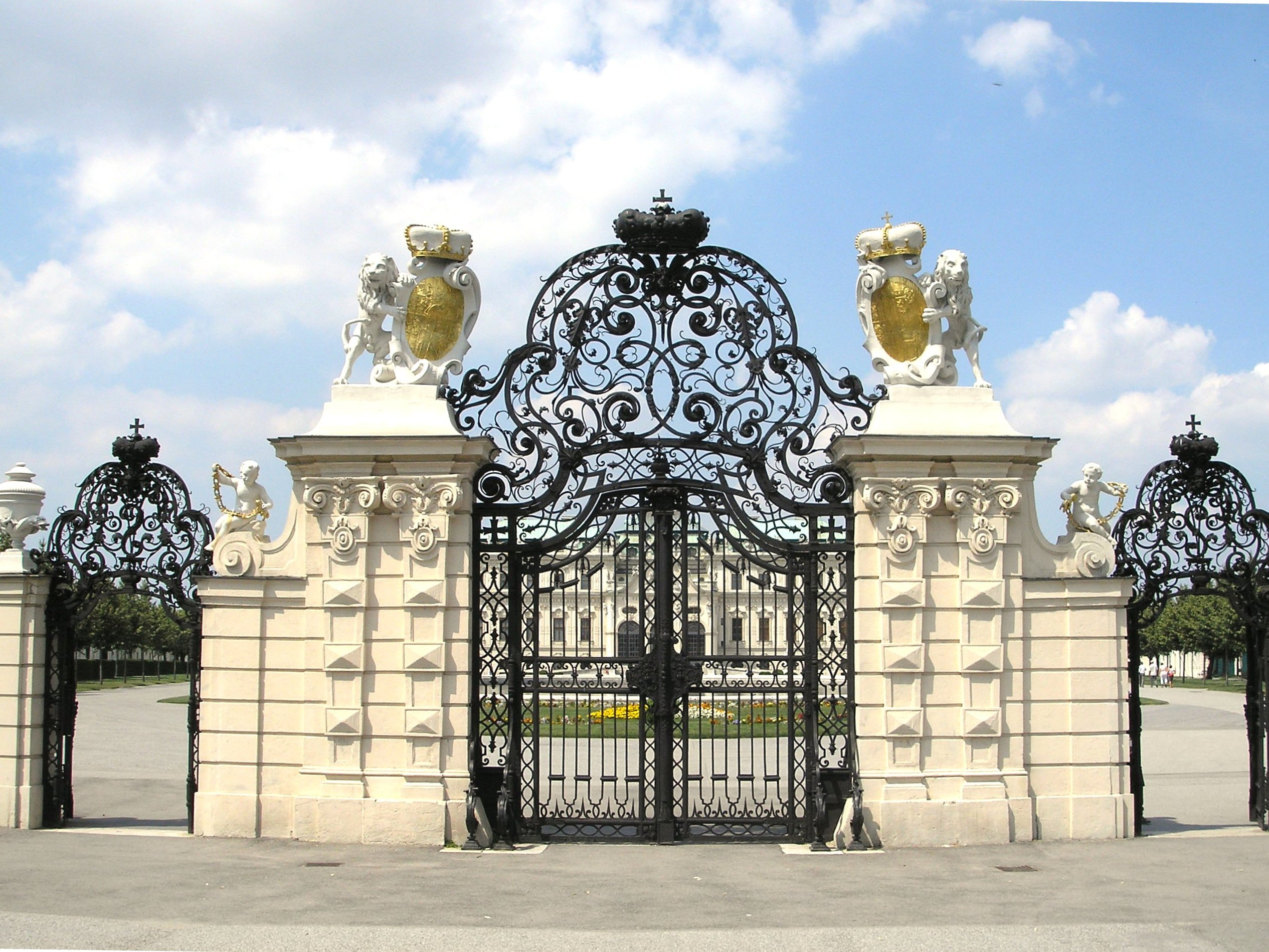
Il maestoso cancello barocco del palazzo del Belvedere superiore

Il castello del Belvedere (in tedesco: Schloss Belvedere) sorge nel quartiere di Landstraße a sud del centro storico di Vienna, in Austria. Rappresenta uno dei capolavori dell'architettura barocca austriaca e una delle residenze principesche più belle d'Europa. Il 15 maggio 1955, nel Belvedere superiore, sono stati firmati gli accordi statali austriaci, che gettarono le basi per la Seconda Repubblica austriaca.
Venne costruito da Johann Lucas von Hildebrandt per il principe Eugenio di Savoia ed è formato da due palazzi contrapposti, il Belvedere superiore (Oberes Belvedere) e il Belvedere inferiore (Unteres Belvedere), separati da una grande prospettiva di giardini all'italiana digradanti sulla collina e affacciati sulla città. Negli interni di entrambi gli edifici si trova la Österreichische Galerie Belvedere, uno dei principali musei d'arte di Vienna.

## Storia

### Il Belvedere Inferiore (Unteres Belvedere)
Il 30 novembre 1697, il principe Eugenio di Savoia (Soissons), condottiero dell'esercito imperiale, aveva affidato al celebre architetto Johann Bernhard Fischer von Erlach la costruzione di un suo palazzo residenziale al centro di Vienna. Nel 1702 il cantiere viene ripreso e ingrandito da un altro grande architetto austriaco: Johann Lucas von Hildebrandt. Hildebrandt (1668–1745), che il generale aveva incontrato per la prima volta nel suo Piemonte quando era impegnato nelle campagne contro i francesi, aveva già costruito Palazzo Ràczkeve su un'isola del Danubio a sud di Budapest e molti altri palazzi per l'aristocrazia viennese dell'epoca, dal momento che si era distinto per i suoi studi di architettura a Roma, presso Carlo Fontana.
Nel 1711 il principe Eugenio gli affidò anche l'incarico di realizzare una residenza estiva nella zona a sud di Vienna detta del Belvedere.
L'area del Belvedere (come quella di altre proprietà attorno a Vienna) era a basso prezzo in quanto quasi tutte queste terre erano state saccheggiate negli anni precedenti dai turchi che avevano assediato la capitale dell'Impero e come tale la terra era rimasta incolta.
La costruzione del palazzo da parte del principe di Savoia aveva inoltre un altro grande risvolto politico in quanto un suo rivale, il maresciallo Heinrich Franz von Mansfeld, principe di Fondi, aveva acquistato qualche mese prima un terreno vicino al suo per costruirvi un palazzo signorile con un giardino e tra i due militari era forte la volontà di rivaleggiare per il palazzo più bello.
La costruzione iniziò perciò nel 1712 e la scelta del luogo si dimostrò immediatamente vincente in quanto da quel punto si aveva una splendida vista sulla città di Vienna, che sarà immortalata tra gli altri anche dal Bernardo Bellotto in quegli stessi anni. Nel 1717, a costruzione ultimata, iniziarono i lavori per la realizzazione dei giardini all'italiana che vennero affidati a Dominique Girard, già fontaniere del Re Sole in Francia dal 1707 al 1715.

### Il Belvedere Superiore (Oberes Belvedere)
La costruzione del Belvedere Superiore iniziò nel 1717 dopo la fine della costruzione del Belvedere Inferiore e la costruzione procedeva a tappe forzate a tal punto che, il 2 ottobre 1719 il principe Eugenio fu in grado già di ricevere l'ambasciatore turco Ibrāhīm Pascià nelle stanze di questo palazzo. 
Qui venne costruita anche una cappella, le cui decorazioni degli altari vennero affidate al pittore napoletano Francesco Solimena che si occupò anche delle decorazioni ad affresco della Sala d'Oro, la principale sala del palazzo, coadiuvato da Carlo Carlone che dal 1720 si occupò di altri affreschi nella struttura.
La costruzione, imponente e magnificente, venne terminata nel 1723 anche se fin dall'inizio iniziarono a manifestarsi alcuni rilevanti problemi strutturali. La Sala Terrena, infatti, che costituiva il vestibolo d'accesso al palazzo, minacciava di crollare dal soffitto per l'eccessivo peso caricato sulla sua volta, così Hildebrandt, tra il 1732-1733, fu costretto ad installarvi dei pilastri, dando alla sala l'aspetto attuale.

### Il Belvedere dopo la morte del principe Eugenio
Quando il principe Eugenio morì nel suo palazzo cittadino di Vienna il 21 aprile 1736, egli non si era mai sposato, non aveva avuto eredi e non aveva lasciato alcun testamento. L'Imperatore Carlo VI, pertanto, nominò una commissione da lui stesso presieduta per decretare la nipote del principe, Vittoria, come legittima erede. Ella era la figlia primogenita del fratello maggiore di Eugenio, Luigi Tommaso di Savoia-Soissons e l'ultima sopravvissuta della casata Savoia-Soissons. 
La principessa Vittoria si trasferì al Belvedere il 6 luglio 1736 dopo aver raccolto l'immensa eredità dello zio, ma fece subito sapere alla corte viennese di essere quantomai ansiosa di disfarsi della dispendiosa proprietà e che avrebbe proceduto quanto prima alla vendita del palazzo. In realtà il 15 aprile 1738 Vittoria sposò il principe Giuseppe Federico di Sassonia-Hildburghausen (1702–1787), di molti anni più giovane di lei. La coppia divorziò nel 1744 e, otto anni dopo, la principessa decise di fare ritorno alla corte di Torino. Fu solo in quell'occasione che l'imperatrice Maria Teresa d'Austria, figlia di Carlo VI, manifestò il suo interesse all'acquisto del complesso e il contratto venne siglato.
Il palazzo venne sfruttato poco in quest'epoca perché eclissato dallo splendore dei molti altri palazzi imperiali che si stavano sviluppando nello stesso periodo. Maria Teresa creò però nel Belvedere Inferiore una galleria dedicata agli antenati della dinastia degli Asburgo per rimarcare il passaggio di proprietà. 
Nel 1776 Maria Teresa e suo figlio Giuseppe II decisero di trasferire dalla Hofburg, dove era stata conservata sino a quell'epoca, al Belvedere la Gemäldegalerie (Galleria d'arte imperiale) con l'intento di rendere tale collezione accessibile a tutti, sull'idea dell'assolutismo illuminato. La galleria aprì ufficialmente i battenti cinque anni dopo, formando così uno dei primi musei pubblici al mondo (la galleria è stata trasferita dal 1891 al Kunsthistorisches Museum di Vienna).
Mentre il Belvedere Superiore venne trasformato in una collezione d'arte, il Belvedere Inferiore fu un luogo storico per le molte personalità che accolse dalla fine del XVIII secolo: qui soggiornarono Napoleone Bonaparte, Maria Teresa Carlotta (unica figlia sopravvissuta di Maria Antonietta e di Luigi XVI di Francia) e l'arciduca Ferdinando (governatore della Lombardia dal 1796, qui costretto a risiedere dopo il trattato di Campoformio del 1797).
Dal 1811 l'imperatore Francesco II si impegnò per trasformare anche quest'area in un museo per accogliervi le antichità egizie e romane pervenute dalla collezione Ambras presso Innsbruck. Anche questa collezione cambiò di sede nel 1888 trasportata al Kunsthistorisches Museum.

### Francesco Ferdinando e il Belvedere
Dopo la ricollocazione delle collezioni d'arte imperiali, entrambi i palazzi del Belvedere cessarono di essere dei musei pubblici. Nel 1896 l'Imperatore Francesco Giuseppe I d'Austria stabilì che il Belvedere Superiore sarebbe servito come residenza ufficiale dell'erede al trono, suo nipote Francesco Ferdinando.
Il Belvedere Inferiore, accolse invece dal 1903 la galleria d'arte moderna di stato, distinguendosi per essere la prima galleria esclusivamente dedicata alle nuove correnti in Austria, in particolare della corrente della Secessione viennese. Qui trovarono posto opere di Vincent van Gogh, Claude Monet e Giovanni Segantini. 
L'assassinio di Francesco Ferdinando e di sua moglie nel 1914 (che portò allo scoppio tra l'altro della prima guerra mondiale), fece iniziare una nuova era per il Belvedere. 

### Il Belvedere nella I e nella II Repubblica
Poco dopo la fine della guerra, nel novembre del 1918, lo storico d'arte Franz Haberditzl favorì la richiesta del Ministro della Cultura di mantenere in questi stabili la galleria d'arte moderna. La nazionalizzazione del complesso del Belvedere portò anche ad una nuova disposizione delle collezioni interne negli anni '20.
Il palazzo subì danni considerevoli durante la seconda guerra mondiale e alcune parti delle sue sale vennero distrutte dai bombardamenti. Dopo il termine dei lavori di restauro, la galleria d'arte moderna riaprì il 4 febbraio 1953.

## I giardini

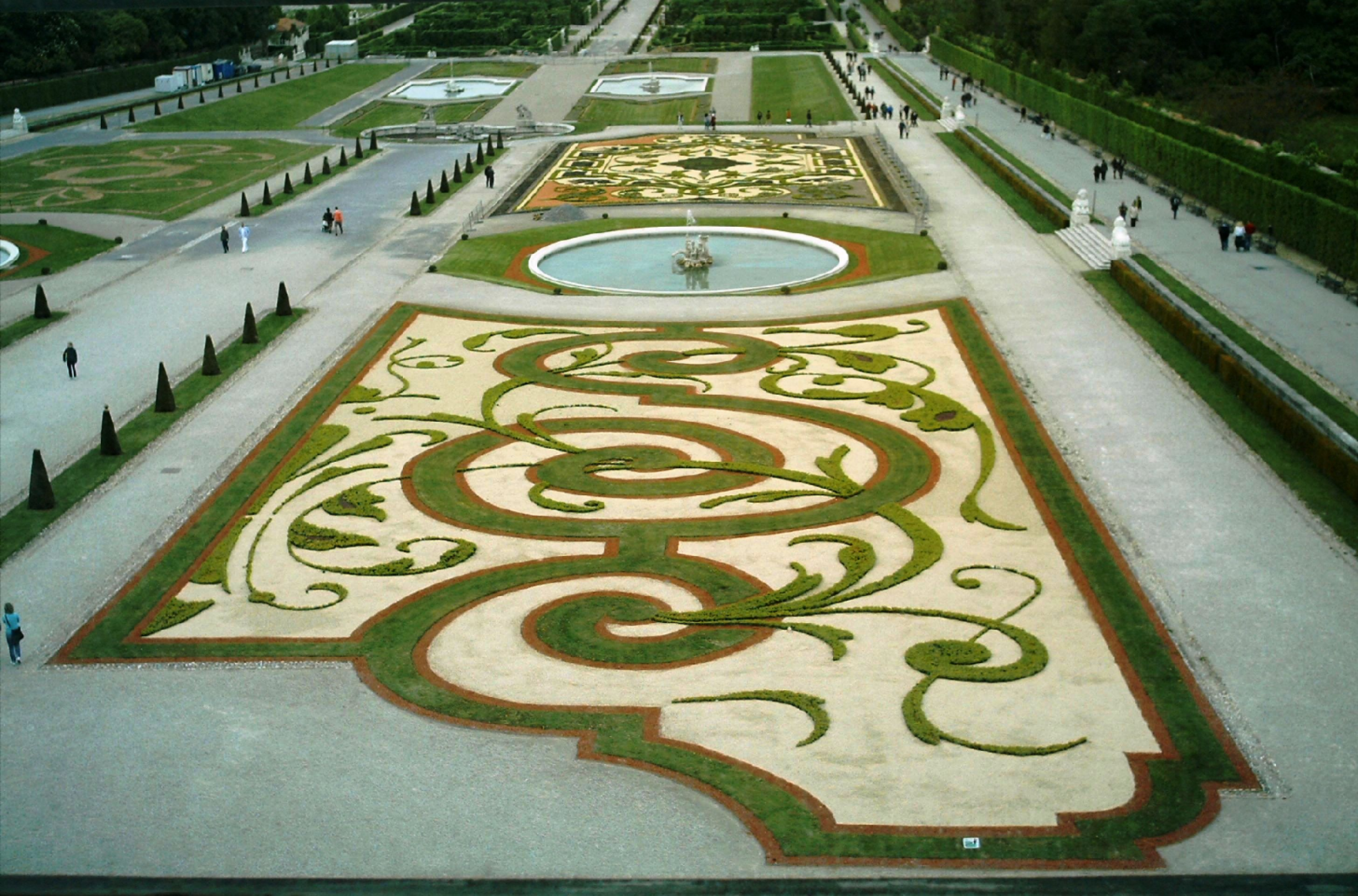
Veduta dei bei Parterres a ricami vegetali e sabbia colorata dei giardini.

I giardini all'italiana costituiscono una parte integrante del complesso del Palazzo del Belvedere di Vienna. Sono stati mantenuti gli originali barocchi sino ai nostri giorni con i numerosi jeux d'eau disegnati da Dominique Girard, che già aveva operato a Versailles come pupillo del celebre André Le Nôtre. 
Il parco è articolato sulla presenza di un grande bacino d'acqua nella parte superiore del parterre che discende a cascata con statue di ninfe e dei.